# 10 Minutes (bài hát của Lee Hyori)
"10 Minutes" là đĩa đơn đầu tay của ca sĩ Hàn Quốc Lee Hyori trong album phòng thu đầu tay Stylish...E, được phát hành thông qua DSP Media và CJ E&M vào ngày 13 tháng 8 năm 2003. Đây là một ca khúc hip hop và dance được viết bởi nhạc sĩ MayBee và do Kim Do-hyun phụ trách sản xuất. Sau khi phát hành, bài hát đã trở thành một hit thương mại ở Hàn Quốc, thúc đẩy nhiều xu hướng âm nhạc và thời trang vào thời điểm đó. Sự nổi tiếng của ca khúc đã kiến tạo cho cái mà giới truyền thông Hàn Quốc gọi là "Hội chứng Hyori".
Video âm nhạc đi kèm ca khúc "10 Minutes" do Seo Hyun-seung làm đạo diễn. Ban đầu MV bị SBS cấm phát sóng vì cho rằng vũ đạo quá khiêu dâm. Lee đã quảng bá bài hát qua các buổi biểu diễn trực tiếp trên nhiều chương trình âm nhạc Hàn Quốc trong suốt tháng 8 và tháng 9, bao gồm Music Camp và Inkigayo. Bài hát đã nhận được nhiều giải thưởng tại các lễ trao giải cuối năm, bao gồm Video âm nhạc được yêu thích nhất tại Liên hoan video âm nhạc Mnet 2003 và Giải thưởng Lớn tại Giải thưởng âm nhạc KBS hàng năm.

## Bối cảnh
Lee nổi tiếng ở Hàn Quốc với tư cách là thành viên của nhóm nhạc nữ Fin.K.L do DSP Media quản lý. Nhóm đã phát hành album phòng thu cuối cùng Eternity vào tháng 3 năm 2002; đĩa hát đạt vị trí thứ hai trên bảng xếp hạng album hàng tháng của MIAK và bán được hơn 250.000 bản. Từ năm 2003, các thành viên bắt đầu tách ra hoạt động cá nhân, do đó khiến các hoạt động chung của nhóm tạm thời bị gián đoạn. Lee Hyori bắt đầu sự nghiệp solo với việc phát hành album phòng thu đầu tay Stylish...E, trong đó có đĩa đơn chính "10 Minutes".
Bài hát được MayBee sáng tác và Kim Do-hyun sản xuất. "10 Minutes" là một bản nhạc hip hop và dance truyền tải một cách trữ tình cách Lee có thể quyến rũ một người đàn ông trong mười phút.

## Quảng bá

### Video âm nhạc
Video âm nhạc đi kèm bài hát được đạo diễn bởi Seo Hyun-seung, người sau này trở thành giám đốc chính cho các nghệ sĩ trực thuộc YG Entertainment. Tuy nhiên sau khi phát hành MV, đài SBS đã cấm phát sóng công khai do có những động tác nhảy giống động tác tình dục, bị đánh giá là không phù hợp trên truyền hình. Một phiên bản chỉnh sửa lại của video, với các cảnh nhạy cảm bị cắt bỏ, đã sớm được gửi về nhà đài để cho lên sóng. MV bài hát vẫn được đón nhận nồng nhiệt: trong một cuộc khảo sát trên internet xếp hạng 100 video âm nhạc Hàn Quốc hay nhất do MTV Korea thực hiện vào tháng 7 năm 2004, "10 Minutes" xếp ở vị trí thứ ba.

### Biểu diễn trực tiếp
Sau khi phát hành, để quảng bá "10 Minutes" và Stylish...E, Lee đã xuất hiện tại nhiều buổi hòa nhạc trực tiếp và các chương trình âm nhạc hàng tuần. Vào ngày 16 tháng 8, Lee có buổi biểu diễn đầu tiên với tư cách nghệ sĩ solo kể từ Fin.KL trình diễn tại Star Ting Concert năm 2003, tại đây cô biểu diễn "10 Minutes" và "One Two Three N'Four", bất chấp một trục trặc trong quá trình thu âm. Ngày hôm sau, cô xuất hiện lần đầu trên sóng trực tiếp, ra mắt cả hai bài hát trong chương trình âm nhạc Inkigayo; cô tiếp tục quảng bá bài hát trên các chương trình âm nhạc khác nhau trong suốt tháng 8 và tháng 9. Vào ngày 27 tháng 11, Lee biểu diễn trực tiếp bài hát tại Liên hoan video âm nhạc Mnet 2003. Tại đây cô là nghệ sĩ được đề cử nhiều nhất trong đêm. Tại Lễ hội âm nhạc Mnet Km năm 2008, Lee và nhóm nhạc nam Big Bang đã cùng nhau biểu diễn liên khúc các bài hát của họ, trong đó có các phần của "10 Minutes".

## Giải thưởng

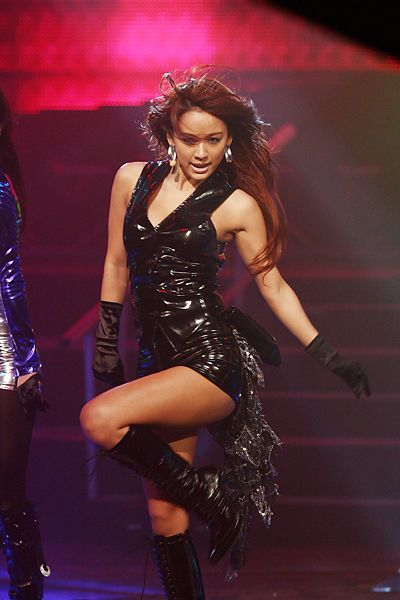
Sự nổi tiếng của bài hát đã dẫn đến điều mà truyền thông Hàn Quốc gọi là "Hội chứng Hyori".

"10 Minutes" đã giành được nhiều giải thưởng, bao gồm daesang "Video âm nhạc được yêu thích nhất" tại Liên hoan video âm nhạc Mnet 2003 và Giải thưởng Lớn tại Giải thưởng âm nhạc KBS hàng năm. Ngoài ra, ca khúc còn nhận về ba giải bonsang tại KBS, Mnet và Giải Đĩa Vàng lần thứ 18.
| Năm  | Tổ chức                      | Giải thưởng                                 | Kết quả   | Chú thích |
| ---- | ---------------------------- | ------------------------------------------- | --------- | --------- |
| 2003 | Giải thưởng âm nhạc KBS      | Giải thưởng Lớn (Daesang)                   | Đoạt giải | [ 14 ]    |
| 2003 | Giải thưởng âm nhạc KBS      | Giải chính (Bonsang)                        | Đoạt giải | [ 14 ]    |
| 2003 | Liên hoan video âm nhạc Mnet | Video âm nhạc được yêu thích nhất (Daesang) | Đoạt giải | [ 13 ]    |
| 2003 | Liên hoan video âm nhạc Mnet | Nữ nghệ sĩ xuất sắc nhất                    | Đề cử     | [ 16 ]    |
| 2003 | Liên hoan video âm nhạc Mnet | Màn trình diễn vũ đạo xuất sắc nhất         | Đề cử     | [ 16 ]    |
| 2003 | Giải thưởng Đĩa Vàng         | Giải chính (Bonsang)                        | Đoạt giải | [ 15 ]    |

| Chương trình       | Ngày                |
| ------------------ | ------------------- |
| Music Camp của MBC | 6 tháng 9 năm 2003  |
| Music Camp của MBC | 20 tháng 9 năm 2003 |
| Music Camp của MBC | 27 tháng 9 năm 2003 |
| Inkigayo của SBS   | 7 tháng 9 năm 2003  |
| Inkigayo của SBS   | 14 tháng 9 năm 2003 |
| Inkigayo của SBS   | 21 tháng 9 năm 2003 |

## Tác động văn hóa
Màn ra mắt solo của Lee với "10 Minutes" đã được truyền thông Hàn ghi nhận là dấu ấn cho sự chuyển đổi chính của cô sang hình ảnh khiêu gợi. The Korea Herald ghi nhận rằng ca khúc đã dẫn đến một làn sóng quan tâm được gọi là "Hội chứng Hyori", khiến cô được mệnh danh là "nữ hoàng gợi cảm của K-pop". Viết về ảnh hưởng của "Hội chứng Hyori" trong ngành giải trí, một biên tập viên của Beautytap cho biết: "những hình ảnh tán tỉnh của các nhóm nhạc nữ K-pop ngày nay phần lớn có thể được cho là do Hyori đã vượt qua các giới hạn [...] Hyori diện những bộ trang phục gợi cảm, nhảy khiêu khích trong các video của cô và dường như không ngại vượt qua giới hạn của những gì được coi là 'sự hấp dẫn giới tính có thể chấp nhận được' vào thời điểm đó ở Hàn Quốc." Một phóng viên của hãng truyền thông Star News đã viết rằng kể từ "10 Minutes" năm 2003, Lee đã tạo ra sự bùng nổ trong ngành giải trí đối với phụ nữ ở mọi lứa tuổi và trở thành người tạo ra xu hướng trong thế giới thời trang Hàn Quốc.
Xuất hiện trên trang nhất các tờ báo 891 lần kể từ sau khi phát hành "10 Minutes", Lee đã lập Kỷ lục Guinness Thế giới vào thời điểm đó về số lần xuất hiện trên trang nhất báo nhiều nhất. Năm 2007, The Korea Times đã vinh danh Lee là một trong 10 người phụ nữ có ảnh hưởng trong bối cảnh văn hóa kể từ năm 1950, cho biết "hội chứng Lee Hyori lan rộng khắp đất nước" sau khi phát hành "10 Minutes", khiến cô trở thành một biểu tượng thời trang và là nữ ca sĩ được trả lương cao nhất Hàn Quốc vào thời điểm đó. Marie Claire đã đưa bài hát này vào danh sách 35 bài hát K-pop thiết yếu của họ, viết rằng "ca khúc nổi tiếng đến mức năm 2003 được truyền thông Hàn Quốc đặt biệt danh là 'Năm của Hyori'." Trong một hội đồng gồm 35 nhà phê bình âm nhạc do Seoul Shinmun và Melon tổ chức, "10 Minutes" được xếp hạng thứ 16 trong số những bài hát K-pop hay nhất mọi thời đại. Nhà phê bình âm nhạc Subtle nói rằng bài hát đã mang lại ảnh hưởng lớn đến các thần tượng nữ, và điều này vẫn thể hiện nhiều năm sau khi bài hát ra mắt lần đầu.